# 12280 Reims
12280 Reims (1990 WS4) là một tiểu hành tinh vành đai chính được phát hiện ngày 16 tháng 11 năm 1990 bởi E. W. Elst ở Đài thiên văn Nam Âu.